# گیلمور ۲۵۳۷
سیارک ۲۵۳۷ (به انگلیسی: 2537 Gilmore، نامگذاری:1951RL) دو هزار و پانصد و سی و هفتمین سیارک کشف شده‌است که در ۴ سپتامبر ۱۹۵۱ و در هایدلبرگ کشف شد.
قدر مطلق سیارک برابر ۱۲٫۷۰ است.